# Saint-Thomas-de-Saint-Lô
Pour un article plus général, voir Saint-Lô.
Saint-Thomas-de-Saint-Lô est une ancienne commune française du département de la Manche et de la région Normandie, rattachée le 1er mars 1964 à la commune de Saint-Lô.

## Géographie
S’étendant sur 430 hectares, avec en particulier les hameaux du Hutrel en son centre, la Haute-Folie, la Canée, Lignerolles, Cantepie, Candol, la commune était bordée au sud par Baudre, Gourfaleur et Saint-Ébremond-de-Bonfossé.
Les deux hameaux les plus peuplés étaient Le Hutrel et Candol.

## Histoire
Une première église est construite au XIIe siècle, à l'emplacement du champ de Mars ; elle est détruite pendant les guerres de Religion parce que, n'étant pas dans l'enceinte de la ville, elle gêne la défense et offre un abri aux assiégeants. Au XVIIe siècle, elle est rebâtie sur l'emplacement où se tiendra le théâtre municipal. Vers 1810, elle est désaffectée et sert de halle au blé, le premier étage est aménagé en salle de réunion jusqu'à sa démolition en 1893 ou 1894. Des fouilles entreprises en 1933 près du théâtre ont mis au jour six squelettes, restes du cimetière qui entourait l'église.

## Administration
| Période                                                                                 | Période | Identité        | Étiquette | Qualité |
| --------------------------------------------------------------------------------------- | ------- | --------------- | --------- | ------- |
| 1944                                                                                    | 1947    | Raymond Bigot   |           |         |
| 1947                                                                                    | 1964    | Joseph Lavalley |           |         |
| Une partie des données est issue d'une liste établie par Jean Pouëssel et René Gautier. |         |                 |           |         |

## Démographie
| 1800 | 1806 | 1821 | 1831 | 1836 | 1841 | 1846 |
| ---- | ---- | ---- | ---- | ---- | ---- | ---- |
| 411  | 402  | 316  | 316  | 288  | 325  | 308  |

| 1851 | 1856 | 1861 | 1866 | 1872 | 1876 | 1881 |
| ---- | ---- | ---- | ---- | ---- | ---- | ---- |
| 325  | 353  | 307  | 303  | 330  | 310  | 305  |

| 1886 | 1891 | 1896 | 1901 | 1906 | 1911 | 1921 |
| ---- | ---- | ---- | ---- | ---- | ---- | ---- |
| 286  | 270  | 312  | 282  | 276  | 266  | 250  |

| 1926 | 1931 | 1936 | 1946 | 1954 | 1962 | - |
| ---- | ---- | ---- | ---- | ---- | ---- | - |
| 278  | 283  | 266  | 339  | 328  | 306  | - |

## Lieux et monuments
- Mare du Hutrel et ses deux statues de la Vierge.
- Écluse de Candol.